# Caspar Frederik Harsdorff
Caspar Frederik (Friedrich) Harsdorff, también conocido como CF Harsdorff, (26 de mayo de 1735 – 24 de mayo de 1799) fue un arquitecto neoclásico danés considerado el principal arquitecto danés a finales del siglo XVIII.

## Formación y primeros años
Nació como Caspar Frederik Harsdørffer en Copenhague, Dinamarca, hijo del maestro de escuela Johan Christopher Harsdørffer, nacido en Alemania, y de su esposa Anne Marie Eriksdatter, nacida en Suecia.
Comenzó su formación en matemáticas para formarse en el Cuerpo de Ingenieros, pero su interés se centró en la arquitectura, que estudió con entusiasmo. Cuando en 1754 se abrió la Real Academia Danesa de Arte (Det Kongelige Danske Kunstakademi) en el Palacio de Charlottenborg, pudo estudiar con el arquitecto francés Nicolas-Henri Jardin.
En 1756, su diseño para una puerta de la ciudad ganó el gran medallón de oro de la Academia, lo que le dio la distinción de ser el primer arquitecto danés en ganar el codiciado premio. El premio incluía una beca de viaje de seis años.

## Años de educación y viajes
En 1757 viajó a París, donde permaneció cuatro años, también en compañía del escultor Carl Frederik Stanley, que residía en París en la misma época. Allí estudió con Jacques-François Blondel (1705-1774), arquitecto al servicio del rey Luis XV de Francia. A finales de la primavera de 1762 viajó a Roma, donde descubrió los restos de la Antigua Roma y dibujó y midió las antigüedades que estudió.

## Carrera en Dinamarca
Regresó a Dinamarca en 1764 y fue nombrado inspector de obras. Ese mismo año fue invitado a ingresar en la Academia, y recibió el encargo de diseñar "Et kongeligt Palais, liggende paa en smuk Plads" ("Un palacio real situado en una hermosa plaza"). Su diseño fue juzgado con éxito, y fue aceptado como miembro de la Academia en 1765, donde se le dio un trabajo como profesor de Perspectiva en 1766.
Entre 1766-1769 construyó la capilla conmemorativa para el antiguo Lord gran senescal Count Adam Gottlob Moltke en la Iglesia de Karise en la localidad de Faxe, que había sido iniciada por su antiguo maestro y ahora también profesor en la Academia, el arquitecto Nicolas-Henri Jardin.
En 1770 fue nombrado maestro de obras real de la corte del rey Christian VII. En 1771, el profesor Jardin solicitó que Harsdorff fuera nombrado su sucesor como profesor de arquitectura en la Academia, cargo que ocupó ese mismo año después de que Jardin dejara el puesto el 26 de marzo al abandonar Dinamarca para regresar a Francia. Como profesor, desempeñó un importante papel en la formación clásica de la siguiente generación de arquitectos. Entre sus alumnos se encuentran nsen.
Harsdorff también se convirtió en miembro de la Dirección General de Construcción (Overbygnings direktionen) en 1771.
En 1773 diseñó el púlpito de la Iglesia de Nuestro Salvador ( Vor Frelsers Kirke ) en el distrito de Christianshavn de Copenhague. El púlpito de madera de estilo neoclásico está pintado para que parezca mármol dorado y presenta un friso atribuido a Johannes Wiedewelt y Peder Als .
Ese mismo año reconstruyó en el King's Garden ( Kongens Have ), los jardines del castillo de Rosenborg en Copenhague, el pabellón de Hércules, parecido a un templo, para el que el estudio de Johannes Wiedewelt produjo los relieves de Hércules y Omphale. El pabellón ahora alberga una cafetería.
También recibió el encargo de ampliar el Teatro Real (1748) de Kongens Nytorv, diseñado por Nicolai Eigtved, ese año. En el curso de su trabajo en este proyecto, recibió permiso para desarrollar el sitio entre el teatro y el Palacio de Charlottenborg, hogar de la Academia de Arte, que luego desarrolló en 1779-1780 como hogar para su familia. La reconstrucción del teatro se llevó a cabo en 1773-1774.
En 1774-1779 diseñó y comenzó a construir las austeras capillas conmemorativas de Christian VI y Frederik V en la catedral de Roskilde. El trabajo en este proyecto, sin embargo, se detuvo en 1779 debido a la falta de dinero. El trabajo comenzó de nuevo muchos años después de su muerte y fue completado por su alumno Christian Frederik Hansen (1820-1825).
Harsdorff actuó como director de la Academia 1777-1779, y fue nombrado con el título de Justitsraad en 1778.
En 1779-1780 diseñó y construyó la Casa Harsdorff en Kongens Nytorv 3-5, que se convirtió en el nuevo modelo de las casas urbanas de Copenhague de la época. El edificio aparece en un sello postal danés, que forma parte de la serie titulada "Casas danesas", en la que aparecen edificios daneses significativos. El edificio es ahora propiedad de la empresa inmobiliaria Karberghus. Entre los inquilinos se encuentra el Club de Oficinas Harsdorffs Hus.
Entre 1781-1785 diseñó el interiorismo de dos grandes salas de la Biblioteca Real. En 1781 fue nombrado Jefe de Obra Real.
Entre 1794 y 1795 diseñó y construyó la columnata del palacio de Amalienborg para conectar el palacio del rey recientemente ocupado, el palacio de Moltke, con la residencia del príncipe heredero, el palacio de Schack.
En 1795 se le pidió que creara planos para la Iglesia de Frederik (Frederikskirke), ahora conocida como La Iglesia de Mármol (Marmorkirken),  cuyas obras se habían interrumpido en 1770 después de que el arquitecto neoclásico francés Nicolas-Henri Jardin dirigiera los trabajos. Harsdorff creó dos planos e hizo una maqueta de uno de ellos. El proyecto fue aprobado, pero la salud de Harsdorff era entonces débil. Finalmente, la obra se desarrolló según los planos de Ferdinand Meldahl (1827-1908).

## Vida personal
En mayo de 1770, Harsdorff se casó con la viuda Elisabeth (Elsebeth) Margrethe Braun, hija del maestro de obras de la corte real Jacob Fortling. La pareja tuvo tres hijos, de los cuales sobrevivieron dos hijas
En mayo de 1799 enfermó en su casa de campo Rosenlund en Gammel Kongevej, Frederiksberg, y allí murió el 24 de mayo de 1799. Fue enterrado en el cementerio de Assistens (Assistens Kirkegård), en Copenhague. Le sobrevivió su esposa.

## Consecuencias
La Sociedad de Arte Nórdico del historiador y crítico de arte Niels Lauritz Høyen (Selskabet para nordisk Kunst ) publicó el libro " CF Harsdorffs Værker " (1871).
En 1985, se erigió una placa conmemorativa en su memoria en el Assistens Kirkegård.
En septiembre de 1985, en el Kunstindustrimuseet de Copenahgen, se celebró una exposición dedicada a su trabajo.